# جوزيف وارد (مغني)
جوزيف وارد (بالإنجليزية: Joseph Ward)‏ هو مغني ومغني أوبرا ومدرس بريطاني، ولد في 22 مايو 1942.

## وصلات خارجية
- جوزيف وارد على موقع IMDb (الإنجليزية)
- جوزيف وارد على موقع ميوزك برينز (الإنجليزية)
- جوزيف وارد على موقع ديسكوغز (الإنجليزية)